# Construction de la Grande Arche

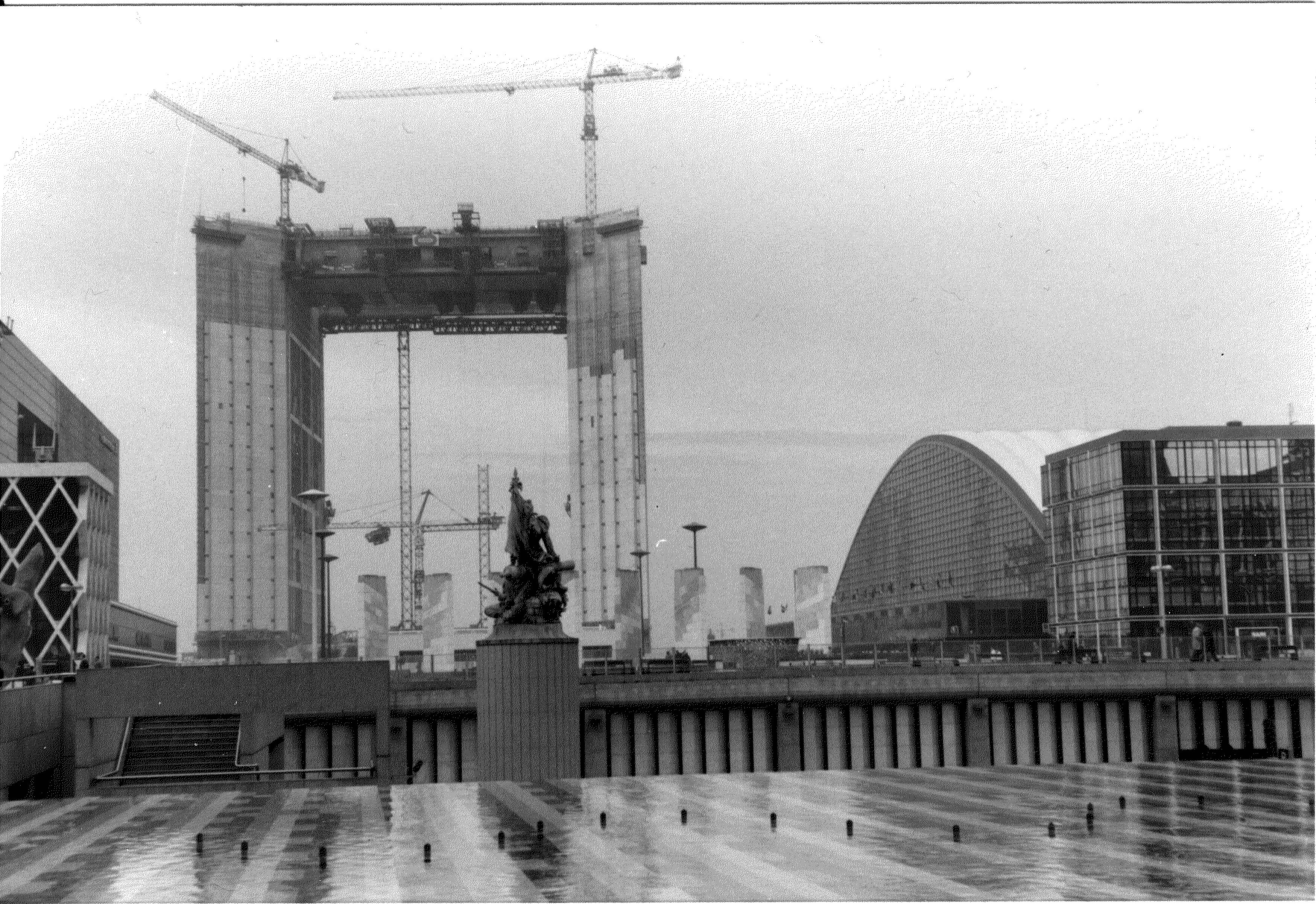
L'Arche en construction le 21 janvier 1988.

La construction de la Grande Arche, monument situé dans le quartier d'affaires de la Défense à l'ouest de Paris, en 1989 fut « le plus formidable challenge jamais rencontré pour la réalisation d'un ouvrage de bâtiment ». Les principales difficultés ont été relatives aux études de la structure, au choix des méthodes de construction et au parcours des hommes de travaux. Le chantier a duré quatre ans et 2 000 ouvriers y ont travaillé.
Le maître d’œuvre, qui avait réussi une prouesse architecturale, voulait réaliser une prouesse de qualité et de précision. « La Grande Arche est à la fois un véritable bâtiment abritant des bureaux, des salles d'exposition ... mais aussi un véritable monument dont les fondations, les structures et les portées soulèvent des difficultés techniques dignes d'un très gros ouvrage de travaux publics ».
Ces travaux ont été supervisés par l'architecte Paul Andreu qui succéda à l'architecte Johann Otto von Spreckelsen.
Une fois terminée, la Grande Arche a la forme d'un cube ouvert de largeur 106,90 mètres, de hauteur 110,90 mètres, de longueur 112,0 mètres et contient 37 niveaux en hauteur.

## Les études de la structure

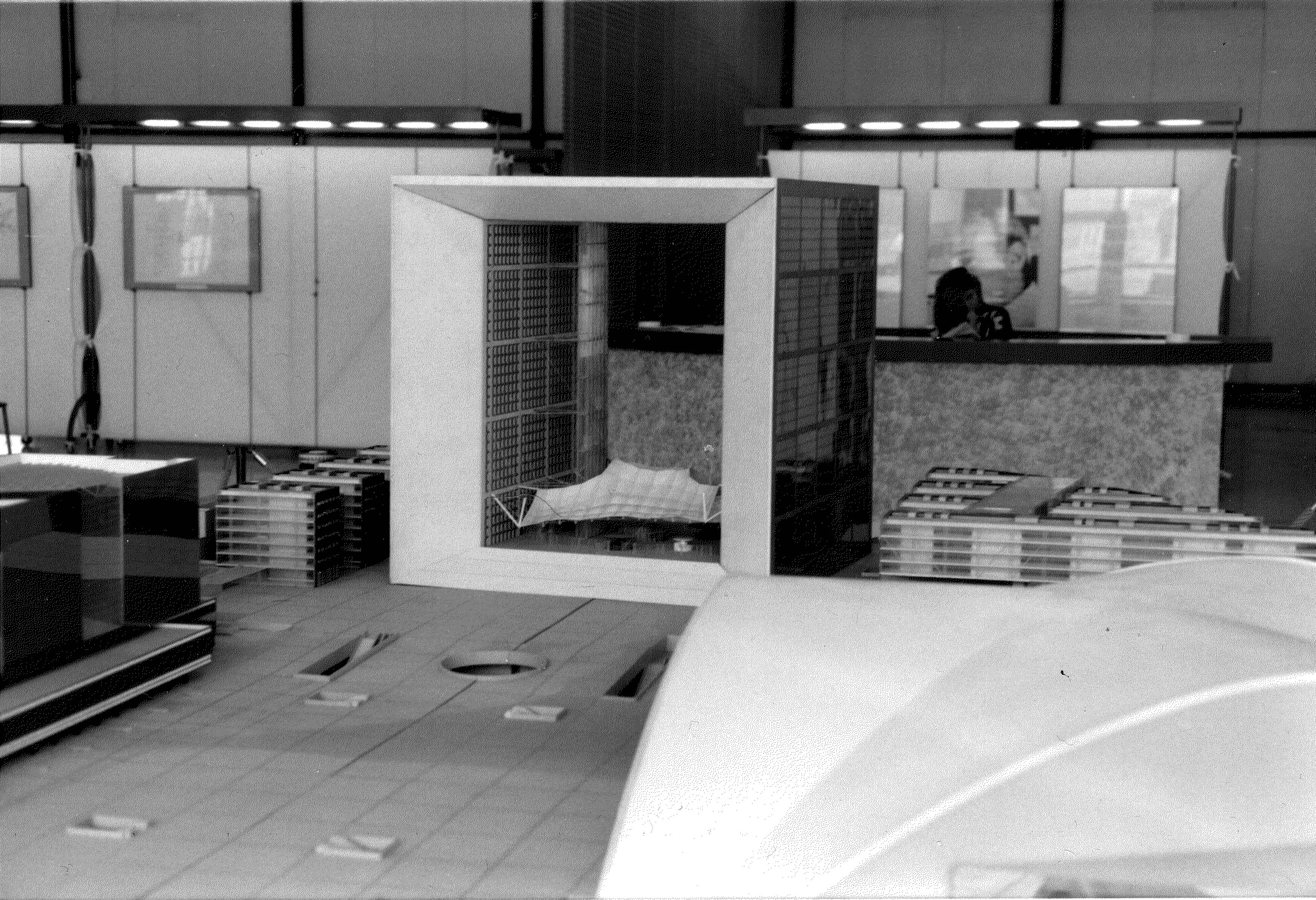
Maquette du site en 1988.

Les principaux points étudiés ont été les fondations, les dispositifs d'appui, les calculs (ensemble de la structure, nœuds, ferraillage).
Ces études ont abouti à la réalisation des 3 500 plans de structure nécessaires à la réalisation du bâtiment.

### Les fondations
Les 300 000 tonnes du bâtiment reposent sur 12 points porteurs qui sont des piles en béton. Chaque pile supporte donc un poids de l'ordre de quatre fois le poids de la tour Eiffel.
Le socle de ces piles est situé 30 mètres en dessous du niveau du rez-de-chaussée, au-dessus d'une couche de calcaire épaisse de 14 mètres, elle-même se trouvant au-dessus d'une couche de terrain marneux de 41 mètres. C'est la première fois que l'on construisait à la Défense un bâtiment concentrant de telles charges. Pour conforter les résultats des calculs de tassements, des relevés de ces tassements ont été réalisés régulièrement pendant toute la durée de la construction. Ces résultats se sont toujours révélés inférieurs aux estimations calculées.

### Les dispositifs d'appui
Les piles sont surmontées de chapiteaux qui servent de soubassement à la structure du bâtiment. Afin d'absorber les variations dimensionnelles dues au retrait, au fluage et aux dilatations, ainsi qu'aux vibrations des trafics routier et ferré, des plaques de néoprène fretté, au nombre de 48, ont été placées entre le haut des chapiteaux et la structure du bâtiment. Des dispositifs ont par ailleurs été mis en œuvre afin de pouvoir changer ces plaques de néoprène durant la vie du bâtiment. Afin de valider la solution technique retenue, une maquette a été réalisée, en tous points identique à la solution finale. De la même façon qu'une légende évoque la présence de vérins aux pieds de la tour Eiffel, une information erronée a été répandue sur la présence de vérins pour soutenir ce bâtiment.

### Les calculs
C'est la première fois que la construction d'un bâtiment a amené la réalisation d'autant de calculs. Compte tenu de la coexistence de parties en béton armé, de parties en béton précontraint, de la nécessité de prévoir un découpage des phases d'exécution en trois dimensions, et de tous les calculs nécessaires à l'évaluation des tassements, une modélisation très fine du bâtiment a dû être réalisée. Ce modèle reposait sur un ensemble de 11 000 barres et de 6 500 nœuds.
Ces calculs ont montré la nécessité de mettre en place un dispositif de façon à maintenir à la verticale les deux « pattes » du bâtiment tant que le plateau supérieur n'était pas en place, puisque c'est ce plateau qui assure le maintien du bâtiment, et notamment l'encastrement de la structure dans les chapiteaux sur les piles. Pour cela, quatre butons équipés de vérins hydrauliques de 2 000 tonnes chacun ont été mis en place au niveau 14, jusqu'à la fin du chantier,. Afin de permettre l'avancement de la construction le premier buton a été mis en place au niveau 7, puis hissé au niveau 14.
L'inextricable enchevêtrement d'acier à la jonction des méga-structures horizontales et des méga-structures verticales a amené de grandes innovations à la fois dans les méthodes de calcul et dans les solutions retenues, notamment pour assurer la continuité des nombreuses gaines permettant la circulation verticale des fluides. On peut citer également les armatures passives d'une densité de 350 kg/m3 de béton alors que généralement on compte 120 kg/m3 au maximum.

## Les méthodes de construction

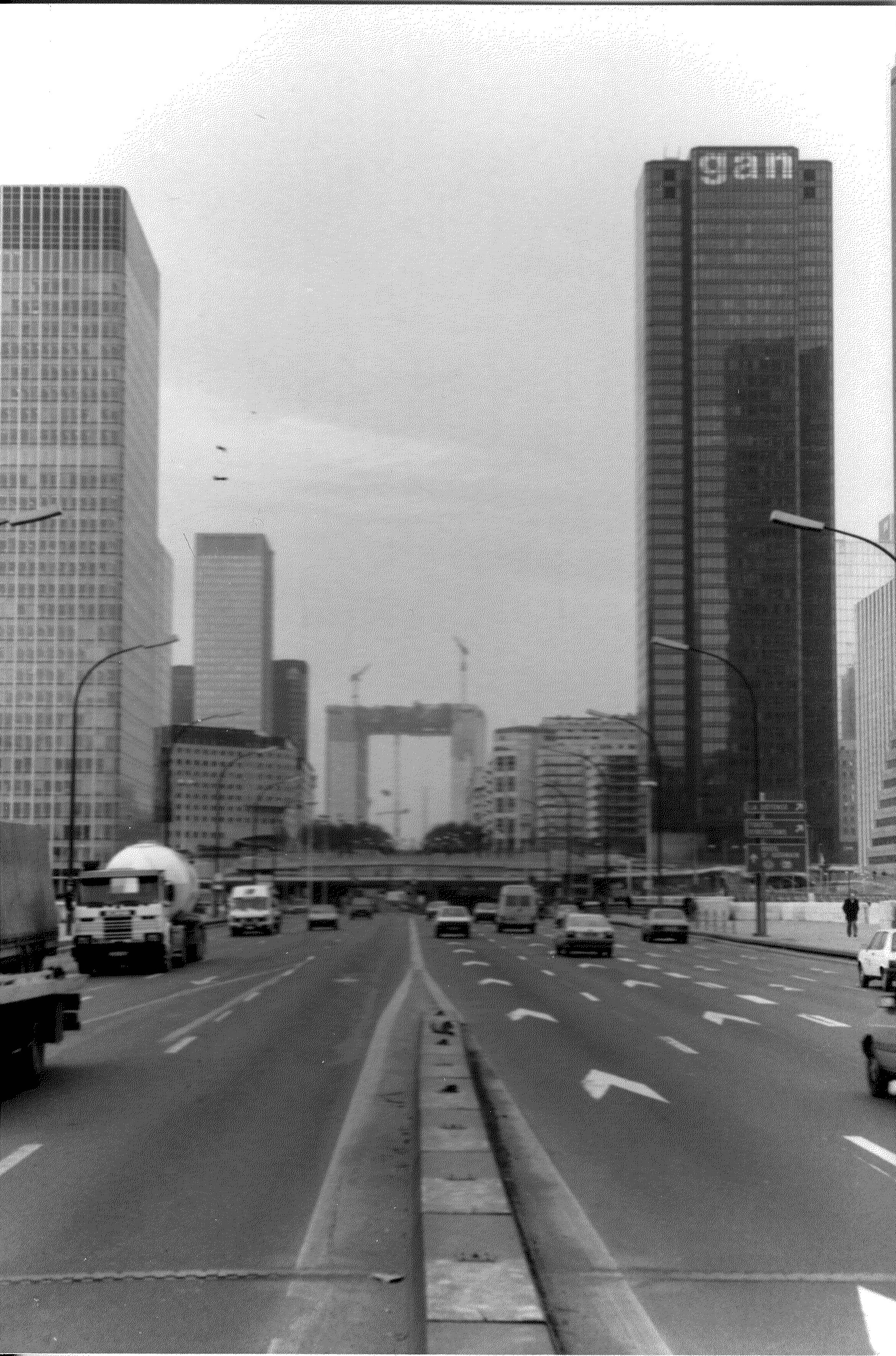
La Grande Arche en chantier vu depuis l'axe historique parisien en 1988.

La difficulté était de concevoir les moyens de production et de mise en œuvre de 150 000 m3 de béton correspondant à 220 000 m2 de plancher. De nombreuses innovations ont été mises en œuvre pour mener à bien ce très délicat chantier, en particulier l'organisation d'un cycle de construction sur quatre jours d'une part, celle de la réalisation du plateau supérieur d'autre part.

### Le cycle de construction sur quatre jours
La seule partie répétitive de la construction résidait dans les pattes qui représentaient 50 % des planchers à construire. De façon à tenir les contraintes de délai, il est apparu qu'il fallait construire en quatre jours simultanément les deux étages de même niveau de chaque patte. Autant l'organisation à mettre en place est habituelle dans un bâtiment classique, autant ici la complexité était grande : méga-structure porteuse tous les 21 mètres, constitué par des voiles de 1,7 mètre d'épaisseur enfermant les gaines techniques ; voiles pignons, eux-mêmes adossés à d'autres gaines techniques : façades en dentelle de béton, à réaliser avec très grande précision pour permettre l'encastrement futur des panneaux en verre.
Onze grues à tour ont été installées sur le chantier : huit pour la construction des infrastructures, quatre pour la construction du socle de l'Arche, quatre pour la construction des deux pattes, deux pour la construction du plateau supérieur. La hauteur des coffrages des différentes méga-poutres du socle et du toit était de neuf mètres.
Compte tenu de l'exigüité des lieux, une organisation précise de l'installation puis de l'utilisation des grues a été mise en place. Enfin, pour éviter une saturation des grues, tout le béton a été coulé à la pompe. L'organisation devait faire face aux imprévus et il était inenvisageable de se décaler d'une demi-heure, au risque de mettre en péril une journée entière. Une attention particulière a été portée à la disponibilité quotidienne des coffrages-outils, la gestion de l'emplacement de ces équipements étant particulièrement délicate compte tenu de la surface au sol de 15 000 m2 qu'ils occupaient.

### Le plateau supérieur
La construction du plateau supérieur relevait de l'exploit : il s'agissait de mettre en œuvre plus de 30 000 tonnes de béton à 100 mètres de hauteur, au-dessus du vide.
Le plateau supérieur repose sur quatre méga-poutres précontraintes de 110 mètres de long, 70 mètres de portée libre et 9,5 mètres de haut, coulées en place au sommet de l’ouvrage grâce à un cintre métallique,. Chacune de ces poutres pesait 2 500 tonnes. Pour cette réalisation, un portique roulant de très grandes dimensions : 90 mètres de haut, 70 mètres de large et dont chaque montant vertical pouvait supporter une charge de 1 000 tonnes a été mis en place. Cet imposant outil de service était surmonté de rails sur lesquels circulaient les coffrages de 10 mètres de long à ouverture hydraulique qui ont permis de réaliser les poutres en sept tronçons. Chacun de ces tronçons était constitué de plus de 100 mètres cubes de béton ce qui amenait des pressions très importantes sur les coffrets. Une fois la méga-structure réalisée, elle est mise en précontrainte, le portique est descendu de quelques dizaines de centimètres grâce à l'utilisation de vérins hydrauliques de 1 000 tonnes, puis l'ensemble est déplacé de 21 mètres pour permettre la réalisation de la poutre suivante. Des poutres secondaires de la même hauteur relient les poutres principales et se terminent par des consoles portant les tympans en marbre de l'ouvrage. La mise en place de ces consoles en porte à faux de 25 mètres a également été extrêmement complexe,.

## Le parcours des hommes de travaux
Les difficultés majeures de l'exécution des travaux ont été dues à l'exigüité du site, à la quantité de travaux très complexes à gérer, aux contraintes de rapidité d'exécution et à la précision requise.

### L'exigüité des lieux
La difficulté principale était liée au fait que l'on a construit le plus grand bâtiment de la Défense sur un site déjà très encombré en surface par des bâtiments terminés et occupés, des voies importantes de circulation comme le boulevard circulaire, mais aussi en sous-sol par les lignes du métro parisien, du RER A, des voies d'autoroutes et même une voie SNCF.
Compte tenu de ces contraintes, l'implantation des engins de levage, des zones d'appuis provisoires, des zones de circulation des engins (camions, semi-remorques...) et du personnel ont dû être organisées dans le détail. La disponibilité d'une portion d'autoroute non encore en service a été ainsi utilisée pour une partie des installations du chantier, mais elle se trouvait à plusieurs centaines de mètres du chantier.

### La quantité de travail complexe
Chaque chantier à la Défense amène son lot de travaux complexes, mais en général cette complexité ne concerne qu'une partie de la construction. Ici, les difficultés liées aux innovations ont été très nombreuses : fondations, infrastructure, étages, plateau supérieur. Les quantités de béton et d'acier étaient quotidiennement énormes. C'était par ailleurs la première fois que dans un bâtiment, on réalisait 60 % du volume total en béton hautes performances (BHP), un matériau dont la résistance est deux fois supérieure au béton ordinaire mais qui nécessite une très grande attention dans la fabrication et la mise en œuvre.

### La rapidité d'exécution
Le détail des opérations d'exécution et la durée de chacune d'elles avait été spécifiées au départ de la construction. Les contraintes les plus délicates à respecter ont été d'une part celles relatives à la construction des méga-structures, mais surtout d'autre part relatives au cycle de quatre jours des étages. Ce cycle était constitué d'une multitude de tâches interdépendantes, parfaitement planifiées, mais soumises à un grand nombre d'aléas, notamment dus au vent qui ralentit les manœuvres d'ajustement précis des coffrages. Le travail était organisé de la façon suivante : une première équipe de 6 heures à 14 heures, puis une seconde prenait le relais de 14 heures à 22 heures. La période suivante de huit heures était mise à profit pour la prise du béton, ce qui permettait le décoffrage à 6 heures le lendemain.

### La précision requise
Les calculs faits pour dimensionner les pièces avaient amené d'importantes contraintes sur leur réalisation. La difficulté est née ensuite de la conciliation des contraintes de rapidité d'exécution tout en conservant la précision requise. Parmi ces nombreuses contraintes, il faut prendre en compte celles dues à la précontrainte de 12 000 tonnes du béton, qui - par exemple - entraîne un raccourcissement de 4 cm sur une poutre de 110 mètres.
Cette précision était également requise pour la pose des 2,5 ha de verre anti-reflets et des 3,5 ha de marbre de Carrare, le même que celui utilisé par Michel-Ange. Les faces extérieures du bâtiment sont en effet recouverte de plaques de verre de 5 cm d'épaisseur, traitées spécialement pour empêcher toute déformation optique et résister à des vents de forte puissance.

## Pour approfondir